# 无线电游戏
无线电游戏是一种反间谍手段，即使用被俘的敌方特工的无线电来向敌方传送机密情报，敌方特工的上级因此不会知道该特工已经暴露。该反间谍手段是世界各国情报部门都会采纳的反情報标准操作。